# Tsunenori Kawai
Tsunenori Kawai (河合 常則, Kawai Tsunenori), né le 10 janvier 1937 à Jōhana dans la préfecture de Toyama et mort le 7 septembre 2017 à Nanto, est un politicien japonais du parti libéral-démocrate, un membre de la chambre des représentants dans la Diète (législature nationale). Originaire de Jōhana et diplômé de l'université Keiō, il avait servi dans l'assemblée de la ville de Jōhana pour trois termes depuis 1964 et dans l'assemblée de préfecture de Toyama pour huit termes depuis 1975. Il a été élu à la chambre des conseillers pour la première fois en 2004.